# Axinella meandroides
Axinella meandroides är en svampdjursart som beskrevs av Alvarez, van Soest och Rützler 1998. Axinella meandroides ingår i släktet Axinella och familjen Axinellidae. Inga underarter finns listade i Catalogue of Life.